# Samois
Samois was een lesbisch feministische bdsm-organisatie in San Francisco, die bestond van 1978 tot 1983. Het was de eerste lesbische sm-groep in de VS. De naam van de groep is afgeleid van het Franse dorp Samois-sur-Seine. In dat dorp stond het fictieve kasteel van Anne-Marie, een lesbische dominatrix in het boek Histoire d'O. De latere transman Pat Califia en de antropoloog en feminist Gayle Rubin behoorden tot de zeventien oprichters.

## Ontstaan
De organisatie Samois ontstond uit Cardea, een vrouwenpraatgroep binnen de gemengde bdsm-groep Society of Janus, eveneens in San Francisco. Cardea bestond maar kort, maar na uiteenvallen van die groep startten Califia, Rubin en anderen een gezelschap dat uitsluitend voor lesbiennes toegankelijk was. De doelstellingen van Samois waren breed: van een sociale omgeving voor op sm gerichte activiteiten tot een informatie- en educatiecentrum. Ook activisme behoorde tot de mogelijkheden, hoewel de meeste leden de anonimiteit verkozen omdat Samois aanvankelijk niet goed lag binnen de vrouwenbeweging. Toch deed de groep in 1978 mee aan een Gay Pride Parade.

## Belang
Het belang van Samois is mede daarin gelegen dat zij een sluimerende tegenstelling binnen het feminisme aan de oppervlakte bracht. In de loop van de jaren zestig en zeventig hadden feministische denkers en schrijvers een visie op seksualiteit ontwikkeld, waarin de man als kwade genius werd opgevoerd, dominant en onderdrukkend. Onder meer pornografie en sm werden als extreme uitwassen daarvan gezien, waarbij sm werd gekarakteriseerd als "geritualiseerd seksueel geweld". Dat er feministes waren die weleens porno keken, en lesbische vrouwen die aan sm deden, paste bijzonder slecht in dat plaatje. Samois werd fel gekritiseerd, en bijeenkomsten ook wel gehinderd, door vrouwen van de Women Against Violence in Pornography and Media, een feministische groep die onder meer sterk gekant was tegen porno en sm. De leden van Samois vonden echter dat hun seksuele activiteiten volkomen verenigbaar waren met het feminisme en dat de seks die WAVPM voorstond conservatief en preuts was. Samois confronteerde WAVPM openlijk met deze visie en de botsing tussen de twee groepen was een van de eerste in een serie meningsverschillen die de vrouwenbeweging ernstig zou verdelen. In de Verenigde Staten zouden deze debatten als de 'feminist sex wars' bekend raken.

## Boek en einde
Het boek Coming to Power, dat samengesteld werd door leden van Samois, legde mede de basis voor de lesbische bdsm-cultuur. Samois viel in 1983 uiteen door onderlinge meningsverschillen en verscheidene van haar leden waren later betrokken bij (de oprichting van) andere organisaties.